# Nouveau parti de la prospérité
Le Nouveau parti de la prospérité (en turc : Yeniden Refah Partisi, abrégé YRP) est un parti politique islamiste turque et un des successeurs du Parti de la prospérité. Il adopte l'idéologie de la « vision nationale » (en turc : Millî Görüş).

## Histoire
Le Nouveau parti de la prospérité est fondé par Fatih Erbakan (en), fils de l'ancien Premier ministre de Turquie Necmettin Erbakan, le 23 novembre 2018,.
Le 21 janvier 2023, le chef du parti politique danois d'extrême droite Ligne dure, Rasmus Paludan, est autorisé à brûler un Coran devant l'ambassade de Turquie à Stockholm. À la suite de l'incident, le parti proteste contre la Suède devant le consulat général suédois à Istanbul.
Le parti annonce la candidature de Fatih Erbakan à l'élection présidentielle turque de 2023. Cependant, le parti fait marche arrière et rejoint l'Alliance populaire, le 24 mars 2023.

## Positionnement politique
Le parti est fondé avec le slogan « Nous sommes ici pour notre nation »,,. Le parti précise que ses principaux objectifs sont « d'abord la moralité et la spiritualité, puis la conception d'un nouvel ordre mondial sous la direction de la Turquie et la mise en place d'un ordre juste ».
Fatih Erbakan déclare que le nouveau parti social remplacerait le système actuel par un nouveau régime présidentiel, et que le retour à un régime parlementaire serait préjudiciable. 
Le parti prend également une position favorable à la cause palestinienne. Pendant la guerre de Gaza de 2023-2025, il réclame des sanctions contre Tel-Aviv, la fermeture de la station radar américaine de Kürecik utilisée par les Israéliens, et même l'envoi de troupes à Gaza. Cette position lui permet de gagner en popularité y compris dans les rangs de l'AKP, alors que le gouvernement d'Erdoğan garde une relation ambivalente avec l’État israélien.
Le parti est contre les droits des LGBT et déclare que les personnes LGBT sont « une perversion interdite dans toutes les religions ». Un objectif principal du parti est aussi de lever une loi qui protège les femmes et les enfants contre les violences domestiques,.

## Controverses
Le vice-président de l'aile jeunesse d'Istanbul, Sadık Tunç, fait des commentaires controversés lors du 97e anniversaire de l'abolition du califat en Turquie: « L'ordre du califat et de la charia sera restauré ». La Constitution turque interdit de proposer ou d'appeler l'abandon de la laïcité, ou l'abandon de la loi qui l'empêche elle-même, tout en rendant les quatre premiers articles de la constitution intouchables et immuables. Le parti prédécesseur du YRP a notamment été dissous et interdit par la Cour constitutionnelle de Turquie en 1998 en raison de leur programme islamiste sous le mémorandum militaire turc. Après la controverse, Sadık Tunç supprime son tweet sur Twitter à propos du sujet.
Le président et fondateur du nouveau parti, Fatih Erbakan, est également un partisan ouvert du mouvement anti-vaccin pendant la pandémie de Covid-19 en Turquie. Il affirme que les vaccins contre la Covid-19 pourraient amener des personnes à donner naissance à des enfants « mi-humains, mi-singes ».

## Résultats électoraux

### Élections présidentielles
| Élection | Candidat             | 1er tour   | 1er tour | 2d tour    | 2d tour | Résultat |
| Élection | Candidat             | Voix       | %        | Voix       | %       | Résultat |
| -------- | -------------------- | ---------- | -------- | ---------- | ------- | -------- |
| 2023     | Recep Tayyip Erdoğan | 27 088 360 | 49,50    | 27 834 692 | 52,18   | Élu      |

### Élections législatives
| Année | Suffrages | %    | Rang | Sièges  | +/- |
| ----- | --------- | ---- | ---- | ------- | --- |
| 2023  | 1 531 465 | 2,82 | 6e   | 5 / 600 | Nv  |